# Garnet Wolseley, 1. Viscount Wolseley

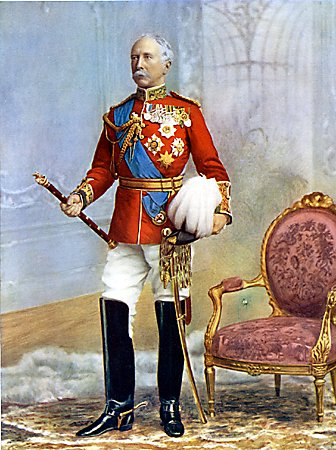
Garnet Wolseley, 1. Viscount Wolseley

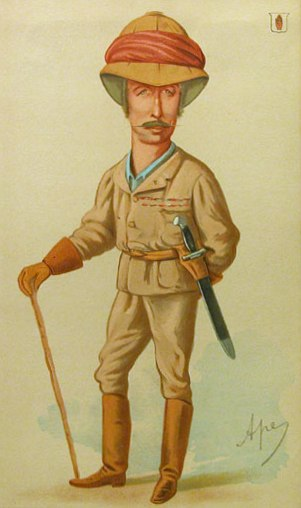
Karikatur Wolseleys als Men of the Day nach dem Aschanti-Krieg in Vanity Fair, 1874

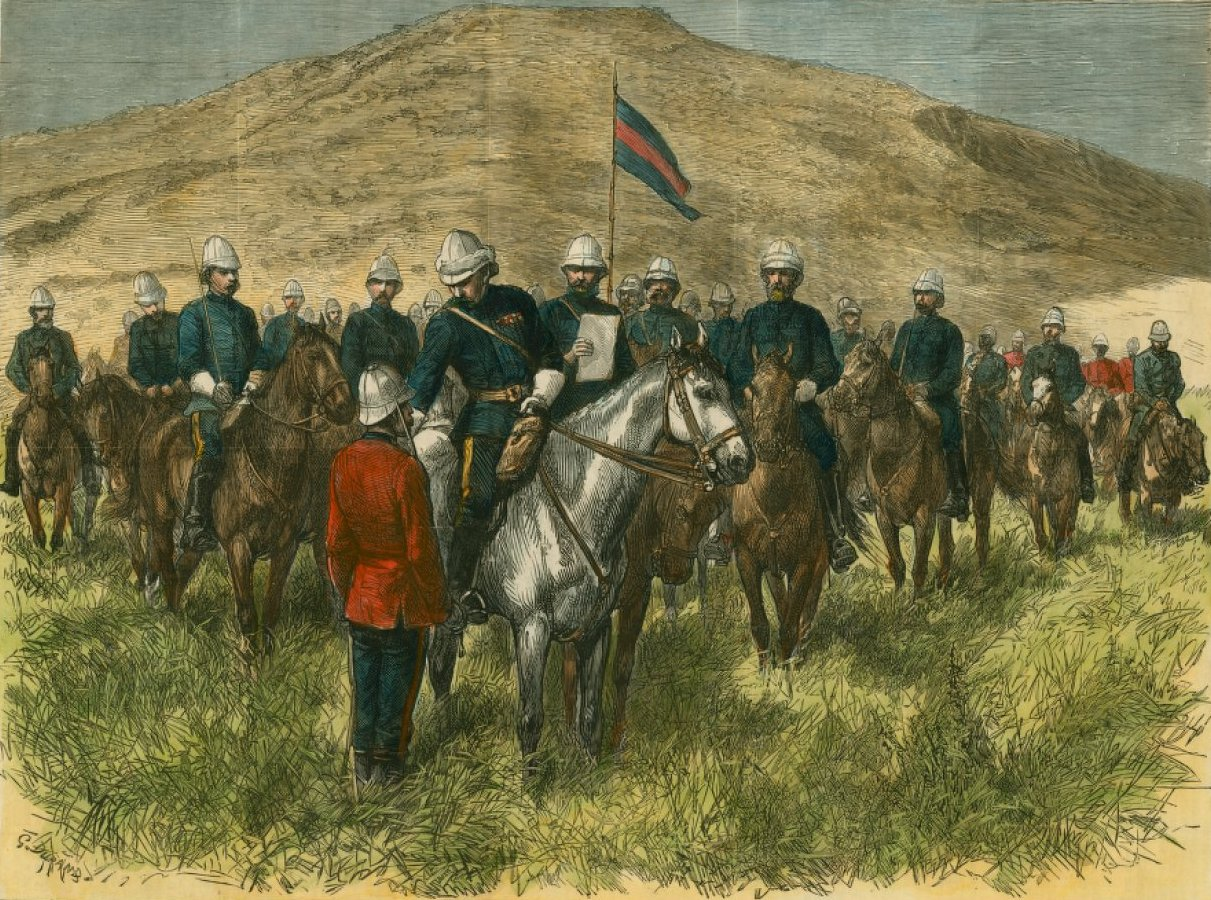
Wolseley verleiht John Chard das Victoria-Kreuz

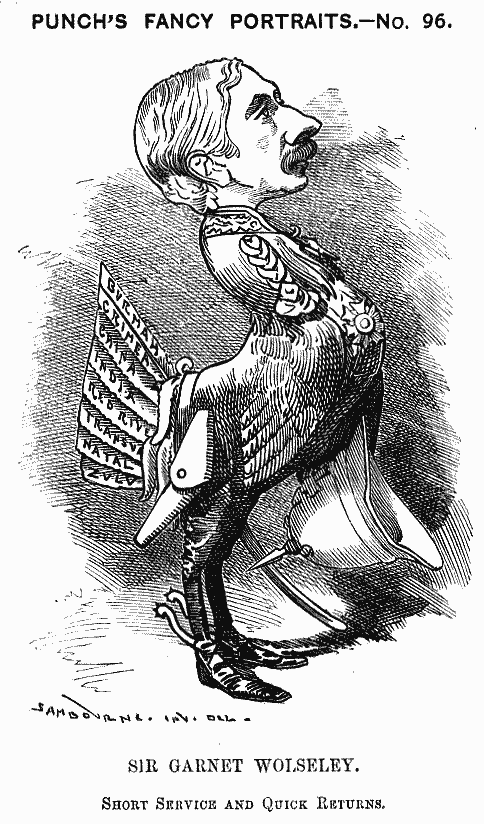
Karikatur von Wolseley im Punch anlässlich seiner Entsendung nach Ägypten

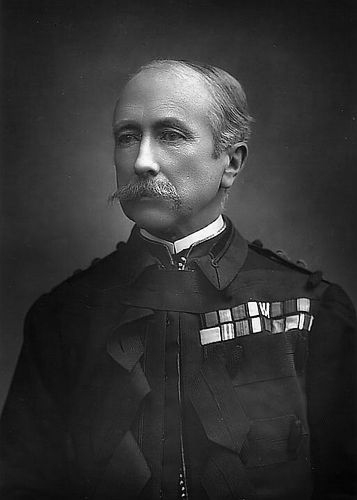
Porträt Wolseleys nach der Gordon Relief Expedition

Garnet Joseph Wolseley, 1. Viscount Wolseley, KP, OM, GCB, GCMG, VD, PC (* 4. Juni 1833 in Golden Bridge House bei Dublin; † 25. März 1913 in Menton, Frankreich) war britischer Feldmarschall und Oberbefehlshaber der britischen Armee. Er kämpfte in verschiedenen britischen Kolonialkriegen (u. a. in Indien, Burma, an der Goldküste, in Südafrika, Ägypten und in Sudan).

## Leben

### Erste Einsätze
Wolseley wurde als ältester Sohn von Major Garnet Joseph Wolseley bei Dublin geboren. Sein Vater starb, als er sieben Jahre alt war. Wolseley trat ursprünglich 1852 als Ensign dem 12th (East Suffolk) Regiment of Foot bei, wechselte aber bald zum 80th Regiment of Foot (Staffordshire Volunteers). Bereits kurz darauf nahm er nach Beendigung des Zweiten Anglo-Burmesischen Krieges an der Niederschlagung des letzten Widerstands teil. Dort wurde er 1853 verwundet und zum Lieutenant befördert. 1854 zum Captain befördert, nahm er im Krimkrieg an der Belagerung von Sewastopol teil, wo er im August 1855 durch eine Verwundung die Sehfähigkeit seines rechten Auges verlor.
Nach seiner Rückkehr von der Krim und seinem Wechsel zur 90th Light Infantry (Perthshire Volunteers) wurde er mit dem Regiment Anfang 1857 nach China entsandt, wo es im Zweiten Opiumkrieg eingesetzt werden sollte. Während der Überfahrt brach jedoch der Sepoy-Aufstand in Britisch-Indien aus und das Regiment wurde nach Bengalen umgeleitet, wo es Teil der Truppen des Generals Colin Campbell wurde, die zum Entsatz von Kanpur und Lucknow aufbrachen. Im März 1858 nahm Wolseley auch an der finalen Rückeroberung von Lucknow teil. Im Anschluss wurde er zum Major befördert deputy-assistant quartermaster-general im Stab des neuen britischen Befehlshabers in Oudh, General Hope Grant, nahm an dessen anschließenden Kämpfen teil und wurde 1859 zum Lieutenant-Colonel befördert. Nach dem Ende des Aufstandes blieb er weiterhin in Grants Stab, auch als dieser 1860 Befehlshaber des britischen Kontingents bei der englisch-französischen Expedition nach dem Wiederaufflammen des Zweiten Opiumkrieges wurde.

### In Nordamerika
Im November 1861 wurde Wolseley, als Untergeneralquartiermeister, zum Stab der britischen Truppen in Kanada kommandiert. Hier traf er Vorbereitungen für einen möglichen Kriegseintritt auf Seiten der Konföderierten im Amerikanischen Bürgerkrieg im Zuge der Trent-Affäre.
1862, kurz nach der Schlacht am Antietam, nahm er Urlaub, um den Bürgerkrieg zu analysieren. Mit einem Blockadebrecher überquerte er den Potomac River und traf die Südstaatengenerale Robert E. Lee, James Longstreet und „Stonewall“ Jackson. In der Zeit von 1865 bis 1867 kommandierte er als Brevet-Colonel britische Truppen an der amerikanischen Grenze zur Zeit der Überfälle der Fenier und wurde anschließend deputy quartermaster-general beim kanadischen Oberkommando. In dieser Zeit schrieb er „The Soldier’s hand Book in War“.
Von Mai bis Oktober 1870 kommandierte Wolseley in Kanada die Red-River-Expedition zur Unterdrückung der Red-River-Rebellion des Rebellen Louis Riel. Von Toronto aus marschierte er mit 1400 Mann zur Georgian Bay und weiter per Schiff über den Lake Huron und den Lake Superior zum Fort William. Von da aus fuhr Wolseley mit kleinen Booten zum Lake Shebandewon und weiter westwärts über Fort Frances, bis schließlich Fort Garry erreicht wurde. Die Provisorische Regierung der Rebellen löste sich daraufhin auf.
1871 wurde Wolseley zum Assistenten des Generaladjutanten der Armee Richard Airey im Londoner War Office ernannt und war in dieser Funktion an der Umsetzung der Cardwell-Reformen beteiligt, wie auch später als Generalquartiermeister bei den Childers-Reformen.

### Kolonialkriege
1873 wurde Wolseley nach Westafrika geschickt, um gegen die Aschanti zu kämpfen (3. Aschanti-Krieg). Er erreichte Afrika mit 35 Offizieren. Diese Gruppe, bestehend aus Männern wie Evelyn Wood und Redvers Buller, hatte Wolseley vorher selbst ausgesucht. Sie wurden später als der Ashanti-Ring oder Wolseley-Ring bezeichnet und galten als besonders talentiert. Bereits nach dem Krimkrieg hatte Wolseley begonnen, die besten Offiziere, die er traf, in einem Netzwerk loyaler, fähiger Männer zu versammeln. Den Rest der Männer lernte er bei der Red-River-Expedition kennen. Die Gruppe erlangte durch gegenseitige Unterstützung einen bedeutenden Einfluss auf die viktorianische British Army und übernahm bis zum Ende des Jahrhunderts die führenden Positionen.
Wolseley nutze die Zeit bis zum Eintreffen seiner Truppen, im Januar 1874, um den Feldzug vorzubereiten. Er stellte eine Armee aus 2500 Soldaten der britischen Armee, mit Hilfstruppen aus Westindien und mit Soldaten der Fanti auf. Mit dieser Armee konnte Wolseley in einem zweimonatigen Feldzug nach erfolgreichen Kämpfen in Amoaful und Ordahsu die Hauptstadt der Aschanti, Kumasi erobern. Es gelang ihm, den Asantehene im Juli 1874 zum Vertrag von Fomena zu zwingen. Dafür wurde er neben zahlreichen weiteren Ehrungen als Knight Grand Cross des Order of St. Michael and St. George und als Knight Commander des Bathordens ausgezeichnet und zum Major-General ernannt.
1875 wurde er zur Niederschlagung eines Aufstandes in der Kolonie Natal als Gouverneur und Oberbefehlshaber dorthin gesandt. 1876 wurde er Mitglied im Council of India, der den Staatssekretär für Indien (zu dieser Zeit der spätere Außen- und Premierminister Lord Salisbury) beriet.
Im März 1878 zum Lieutenant-General befördert, war er ab Juli 1878 der erste britische Hochkommissar Zyperns. Er ließ den angeblichen US-amerikanischen Vizekonsul Alessandro Palma di Cesnola festnehmen, der damals auf Zypern Raubgrabungen auf Antiquitäten durchführte. In seiner Amtszeit auf Zypern entstand sein schwieriges Verhältnis mit dem noch jungen Horatio Herbert Kitchener. Dieser war damals mit der Vermessung Zyperns beauftragt.
Im folgenden Jahr kehrte er als Gouverneur von Natal und Transvaal sowie Oberbefehlshaber im Zulukrieg ins südliche Afrika zurück. Dort sollte er den bisherigen Oberbefehlshaber Lord Chelmsford ablösen. Dieser gewann die entscheidende Schlacht bei Ulundi aber, bevor Wolseley das Kampfgebiet erreichte. Wolseley konnte den darauf folgenden Aufstand des Häuptlings der Pedi Sekukuni niederschlagen und diesen gefangen nehmen. Im Anschluss kehrte er 1880 nach England zurück, wo er zum Generalquartiermeister (Quartermaster-General to the Forces) ernannt und für seine Dienste in Südafrika zum Knight Grand Cross des Bathordens erhoben wurde. Hier fand er sich im Stück von Gilbert und Sullivan The Pirates of Penzance als the modern major-general karikiert.
1882 hatte Wolseley im britischen Parlament heftig gegen das Vorhaben protestiert, einen Tunnel nach Frankreich zu graben. Auf Verlangen Großbritanniens wurden daraufhin alle 1880 begonnenen Arbeiten am Tunnelprojekt eingestellt.

### Tel-el-Kebir – Besetzung Ägyptens
1882 wurde Wolseley zum Generaladjutanten des Heeres, damals der zweithöchste Posten nach dem Oberbefehlshaber, ernannt. Im August dieses Jahres wurde er als Befehlshaber der nach Ägypten gesandten Expedition zur Niederschlagung der Urabi-Bewegung ernannt. Er beauftragte General Edward Bruce Hamley, einen Angriffsplan auf Abukir, in der Nähe Alexandrias, auszuarbeiten. Nachdem er damit Ahmed Urabi Pascha, den Führer der Urabi-Bewegung, glauben gemacht hatte, bei Abukir zu landen, setzte Wolseley Hamleys Division dort ab und segelte mit dem Rest der Armee weiter nach Ismailia, am Sueskanal. Am 10. September begann Wolseley von dort durch die Wüste nach Westen in Richtung Kairo zu marschieren. Auf dem halben Weg dahin traf er auf die Armee Urabis. Am 13. September besiegte er diese in der Schlacht von Tel-el-Kebir. Damit endete der Anglo-Ägyptische Krieg und es begann die vierzigjährige Britische Herrschaft in Ägypten. Wolseley wurde dafür am 17. November 1882 zum General befördert. Am 20. November 1882 wurde er als Baron Wolseley, of Cairo and of Wolseley in the County of Stafford, in den erblichen Adelsstand erhoben, wodurch er Mitglied des House of Lords wurde.

### Gordon Relief Expedition
In Sudan, der ab 1821 unter die Herrschaft der osmanischen Vizekönige (Khediven) von Ägypten gekommen war, begann 1881 der Mahdi-Aufstand. Die britische Regierung beauftragte deshalb Charles George Gordon nach Khartum zu gehen, um von dort aus die Evakuierung ägyptischer Truppen zu organisieren, bevor die Mahdisten die Stadt am 18. März 1884 einschlossen und die zehnmonatige Belagerung von Khartum begannen. Wolseley erhielt die Aufgabe, Pläne für einen Feldzug zur Rettung Gordons zu entwerfen. Am 26. August wurde er mit dem Kommando über eine Rettungsexpedition, die so genannte Gordon Relief Expedition, beauftragt. Im Dezember 1884 erreichten seine Truppen Korti. Wolseley teilte seine Truppen in zwei Kolonnen. Die Hauptstreitmacht (River Column), unter Generalmajor William Earle (nach seinem Tod Henry Brackenbury), rückte von Korti aus mit Dampfern und Booten auf dem Nil vor. Gleichzeitig marschierte die andere Streitmacht unter Sir Herbert Stewart direkt durch die Wüste. Für diese Wüstenstreitmacht formierte Wolseley die möglicherweise erste Spezialeinheit der britischen Militärgeschichte, das so genannte Camel Corps. Truppen des Camel Corps erreichten Khartum am 28. Januar 1885, zwei Tage nachdem die Stadt gefallen und Gordon getötet worden war. Trotz des Protestes Wolseleys ließ Premierminister William Ewart Gladstone die britischen Truppen aus dem Sudan abziehen. Von diesem Fehlschlag konnte Wolseley sich nie ganz erholen. Am 13. Juli kehrte er, an Durchfall erkrankt, nach London zurück. Für den Feldzug wurde er am 25. September 1885 zum Viscount Wolseley, of Wolseley in the County of Stafford, erhoben.

### Oberbefehlshaber der British Army
Von 1890 bis 1894 war Wolseley Commander-in-Chief, Ireland. Am 26. Mai 1894 wurde er zum Field Marshal befördert. 1895 wurde er zum Colonel of the Regiment der Royal Horse Guards und 1898 zum Colonel-in-Chief des Royal Irish Regiment ernannt. Am 1. November 1895 wurde er der vorletzte Oberbefehlshaber (Commander-in-Chief) der britischen Armee (mit Lord Roberts wurde diese Funktion abgeschafft). Diese Position hielt er bis 1900 und hatte großen Anteil an der Mobilisierung der britischen Truppen für den Burenkrieg.
Gegen Ende des 19. Jahrhunderts gab es zwei starke rivalisierende Gruppen in der British Army mit unterschiedlichen Vorstellungen zur Verteidigungspolitik: Wolseleys Ashanti-Ring stand dafür die britischen Truppen im Mutterland zu verstärken, um für einen Krieg gegen Frankreich oder Russland in Europa gerüstet zu sein. Im Gegensatz dazu war die Gruppe um Lord Roberts dafür, die britischen Truppen in Indien zu stärken und dort eine Entscheidung gegen Russland zu suchen (Great Game).
Die letzten Jahre seines Lebens litt Wolseley unter der Alzheimer-Krankheit. Er starb an den Folgen einer Grippe am 26. März 1913 und wurde am 31. März in der Krypta der St Paul’s Cathedral in London beigesetzt.
Aus seiner 1867 geschlossenen Ehe mit Louisa Erskine (1843–1920) hinterließ er eine Tochter, Frances Garnet Wolseley (1872–1936), die ihn aufgrund einer besonderen Erbregelung als 2. Viscountess Wolseley beerbte.

## Rezeption
Wolseley schrieb 1903 seine Memoiren The Story of a Soldier’s Life. In Deutsch erschienen in zwei Bänden 1905 bei Karl Siegismund, Berlin, unter dem Titel Die Geschichte eines Soldatenlebens. Außerdem verfasste er The American Civil War. An English View.
In den Kolonialkriegen gewann Wolseley den Ruf, die Feuerwehr des Britischen Weltreichs zu sein. Für Premier Disraeli war er Our Only General. Er gilt als der brillanteste General des viktorianischen Großbritanniens. Der Begriff all Sir Garnet bedeutete im englischen, dass Alles in Ordnung ist.
Gilbert und Sullivan konzipierten die Figur des Major-General Stanley ihrer Oper Die Piraten von Penzance nach Garnet Wolseley.
Garnet Wolseley war Gold Stick-in-Waiting für Königin Victoria und nahm in dieser Position 1901 an ihrer Bestattung teil. Auch unter König Eduard VII. hatte er diese Funktion inne.

## Auszeichnungen
- Knight Companion des Order of Saint Patrick (KP)
- Knight Grand Cross des Order of the Bath (GCB)
- Mitglied des Order of Merit (OM)
- Knight Grand Cross des Order of St. Michael and St. George (GCMG)
- Inhaber der Volunteer Officers’ Decoration (VD)
- Mitglied des Privy Council für Irland (PC)